# Luigi Perla
Luigi Perla (Bergamo, 20 settembre 1839 – Talant, 21 gennaio 1871) è stato un patriota e militare italiano.

## Biografia
Nacque a Bergamo da Francesco Perla e Gaetana Parenti.
Si unì all'impresa dei Mille appena avuta notizia della spedizione che Giuseppe Garibaldi stava preparando. La sera del 5 maggio 1860 si recò allo scoglio di Quarto ad attendere i piroscafi che l'avrebbero portato in Sicilia. Fu inquadrato nella Ottava Compagnia, detta "dei Bergamaschi", comandata da Angelo Bassini.
All'alba dell'11 maggio i Mille approdano a Marsala e quattro giorni dopo si battono a Calatafimi, il 27 maggio entrano in Palermo e al Ponte dell'Ammiraglio, a Porta Termini dove avviene un duro scontro con le forze borboniche.
Giuseppe Cesare Abba descriveva la presa di Palermo con parole epiche: "Un nucleo di valorosi, condotti da Tukory e Missori, marciavano in avanguardia. Tra essi si contavano: Nullo, Enrico Cairoli, Vigo Pelizzari, Taddei, Poggi, Scopini, Uziel, Perla, Gnecco ed altri valorosissimi i cui nomi son dolente di non poter ricordare. Cotesta schiera, scelta tra i Mille, non contava il numero, le barricate, i cannoni che i mercenari del borbone avevano assiepato fuori di Porta Termini. Le barricate di Porta Termini, furono superate volando e le colonne dei Mille e le squadre dei Piccioni calpestavano le calcagna della superba avanguardia gareggiando di eroismo."
Seguirono tutte le altre battaglie della Campagna di Sicilia. Partecipa alle battaglie del Volturno, del Macerone, del Garigliano e l'espugnazione di Capua e di Gaeta, conseguendo per merito di guerra, prima il grado di sergente e poi quello di sottotenente, per Decreto Dittatoriale del 23 ottobre 1860, oltre alle medaglie commemorative: "... per essersi eroicamente distinto nella campagna..." e si guadagnò la medaglia d'argento per Regio Decreto del 30 settembre 1862 al valor militare. Confermato sottotenente nel Corpo Volontari Italiani il 12 dicembre 1861 passò con quel grado al 61º Reggimento fanteria (27 marzo 1862). Il 23 luglio 1866 era sottotenente dal 3º Reggimento Volontari Italiani.
Per un breve periodo del 1866 fu congedato, negli anni a seguire combatté a fianco di Garibaldi alla disfatta della Battaglia di Mentana, con atti di inutile eroismo e nel 1870, sempre con Garibaldi alla Campagna dei Vosgi del 1870 nella formazione della Legione dei Volontari Italiani nella Quinta Brigata, affidata al generale Stefano Canzio della quale Luigi Perla copriva il grado di maggiore al comando di un Battaglione.
Morì il 21 gennaio 1871 a Talant, a pochi chilometri da Digione, durante gli ultimi giorni della battaglia dei Vosgi combattuta contro i prussiani. Jessie White narra che: " ... il Perla cadde ferito alla nuca. Ricoverato in una casa, vicina assai agli avamposti, gli subentrò la paralisi agli arti inferiori, cui seguì dopo poco la morte...". Il Governo francese riconoscente del coraggio lo fregiò della Legion d'Onore.
Luigi Perla e Enrico Bignami furono i fondatori del Mutuo Soccorso fra i Reduci delle Guerre d'Indipendenza e si batterono per garantire una pensione ai reduci ed alle vedove delle guerre.
Nell'elenco ufficiale dei partecipanti all'impresa pubblicato sulla Gazzetta Ufficiale del Regno d'Italia del 12 novembre 1878, lo si trova al numero 758.
Indro Montanelli nel suo "Garibaldi. Ritratto dell'eroe dei due mondi": La mattina del 21 gennaio il generale Manteuffel attaccò la città da due lati, e Garibaldi, per la prima volta dacché era in Francia, salì a cavallo per dirigere personalmente la battaglia, che durò tre giorni e fu dura e sanguinosa. Vi caddero i migliori fra i garibaldini: Imbriani, Perla, Cavallotti, Pastoris, Bassi, Gnecco, Settignani, Leonardi, Valdata, Cerruti, Ricci, Canova, l'ex generale polacco Bossak.